# Карбоксильна група

Карбоксильна група -COOH

Карбокси́льна гру́па (карбоксил) — функціональна група -COOH, що входить до складу карбонових кислот і визначає їхні кислотні властивості.

## Будова карбоксильної групи
Карбоксильна група поєднує в собі дві окремі функціональні групи — карбоніл >C=O і гідроксил -OH, які взаємно впливають одна на одну. Карбоксильна група являє собою спряжену систему, в якій поділена пара електронів атома Оксигену гідроксильної групи вступає в спряження з π-електронами карбонільної групи (р, п-спряження). Електронна густина в спряженій системі зміщена в бік атома кисню карбонільної групи, неподілені пари електронів якого не беруть участі в процесі. Внаслідок зміщення електронної густини зв'язок О-Н виявляється сильно поляризованим, що призводить до появи в карбосильної групи ОН-кислотного центру. Але в той же час за рахунок групи -ОН в молекулах карбонових кислот дещо зменшується частковий позитивний заряд на атомі вуглецю карбонільної групи порівняно з альдегідами і кетонами. Крім того, внаслідок -І-ефекту карбоксильної групи в молекулі карбонової кислоти відбувається зміщення електронної густини вуглеводневого залишку, що призводить до появи С-Н-кислотного центру при α-карбоновому атомі.

## Хімічні властивості
Виходячи з наведеної будови карбоксильної групи, основні реакції карбонових кислот можна умовно поділити на чотири групи:
1) за участю зв'язку О-Н (кислотні властивості);
2) реакції нуклеофільного заміщення за участю атома вуглецю;
3) заміщення атомів водню при α-карбоновому атомі;
4) окиснення та відновлення.
У водному розчині карбонові кислоти дисоціюють на іони:
R-COOH {\displaystyle \rightleftarrows } R-COO− + H+

Завдяки водневим зв'язкам оцтова кислота може утворювати димери

Між окремим карбоксильними групами можуть виникати водневі зв'язки. Їхня наявність зумовлює високу розчинність у воді і температури кипіння кислот.